# الحصار الشامل على غزة (2023 – الآن)

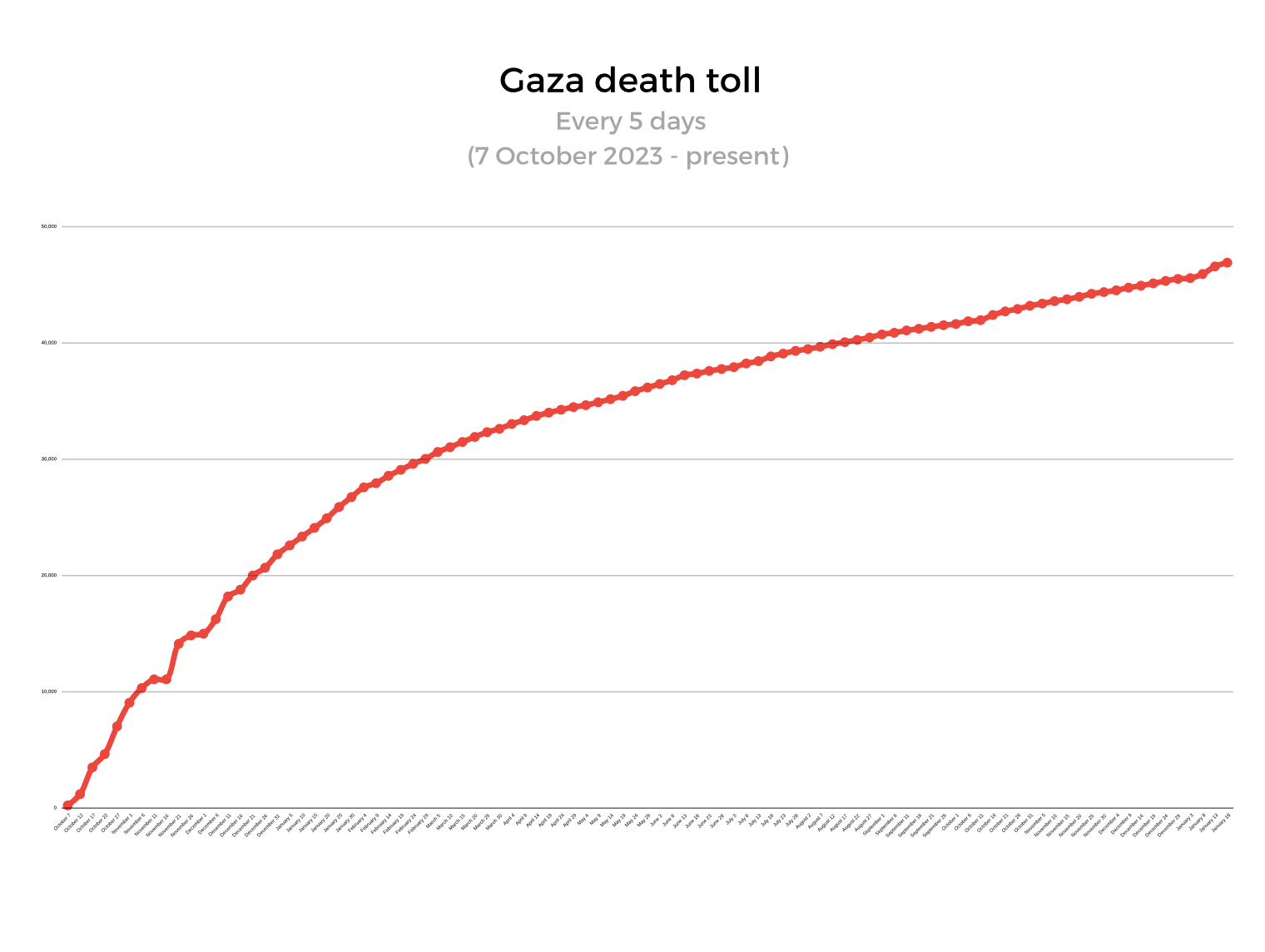
رسم بياني للوفيات المبلغ عنها كل خمسة أيام

في 7 أكتوبر 2023، استطاع مقاتلون من فصائل المقاومة الفلسطينية، اجتياز حاجز إسرائيل-غزة إلى منطقة غلاف غزة، بالإضافة إلى إطلاق الصواريخ على إسرائيل. وأعلنت إسرائيل بعد ذلك الحرب على حماس، واستدعت 300 ألف جندي احتياطي لتنفيذ العملية العسكرية الإسرائيلية. إثر ذلك، فرضت إسرائيل حصارًا شاملًا على قطاع غزة في 9 أكتوبر 2023، وفي أعقاب يومين من بداية عملية طوفان الأقصى التي شنَّتها فصائل المقاومة الفلسطينيَّة، وقد شمل منع دخول الغذاء والماء والدواء والوقود والكهرباء. وقالت إسرائيل إنَّ رفع الحصار عن غزة لن يتمَّ إلا بعد عودة الرهائن الذين اختطفتهم حماس بسلام إلى وطنهم.
وبعد أكثر من خمسة أشهر من الحرب، وفي 25 مارس 2024، اعتمد مجلس الأمن الدولي قراره الأول الذي يطالب بوقف فوري لإطلاق النار في غزة خلال شهر رمضان بما يؤدي إلى وقف مستدام لإطلاق النار، وذلك بتأييد 14 عضواً وامتناع الولايات المتحدة عن التصويت. وحظي قرار مجلس الأمن بتأييد دولي وعربي واسع النطاق خاصة وأنها المرة الأولى التي يتبنى فيها قرارا بوقف إطلاق النار في غزة والذي عطلته الولايات المتحدة عدة مرات من قبل.
أعلنت الأردن عبر بيان صدر عن الدِّيوان الملكيِّ الهاشميِّ يفضي بالتنسيق مع مصر، بغية إيصال مساعدات إلى غزة عن طريق معبر رفح الحدودي. في حين حذَّرت مصادر أمنية مصرية من وجود نوايا لتصفية الأراضي الفلسطينية من سكانها، عقب تصريحات لمسؤول إسرائيلي هدد فيها النازحين من القطاع وأمرهم بالتَّوجُّه إلى مصر.

## الخلفية
يُعدّ قطاع غزّة بموجب القانون الدولي تحت الاحتلال الإسرائيلي بالرغم من الانسحاب أحادي الجانب من القطاع عام 2005. إذ احتفظت إسرائيل بالسيطرة الكاملة على المنافذ البرية والبحرية والجوية. كذلك، يسيطر السّلطات الاسرائيليّة على السجل السكاني في غزة وشبكات الاتصالات سواء كانت شركات المحمول أو الاتصال بالانترنت. عدا عن السّيطرة على العديد من الجوانب الأخرى للحياة اليومية والبنية التحتية. بالتّالي كان لدى إسرائيل القدرة على السّيطرة على عدّة مناحٍ من حياة السكان في قطاع غزة، في عقاب جماعيّ غير مسبوق. يعدّ هذا انتهاك صارخ للقانون الدولي الإنساني.
في أعقاب فــوز حركــة حمــاس فــي الانتخابات التشــريعية في كانون ثانٍ عـام 2006. سيطرت حماس عسكريًّا على القطاع في حزيران 2007 وأُعلن عن غزة "كيانًا معاديًّا"؛ ففرضت عقوبــات إضافيــة مسّت بالحقوق الأساسية لسكان القطاع.
فرضت وفقًا لهذا، قيود مشددة على دخـــول المسلزمات الأساسيّة للمدنيين، مثل: الوقـــود والبضائع والتّضييق على حركـــة الأفراد مـــن وإلـــى القطـــاع. عملـت السـلطات الإسرائيلية على مرّ السّنوات علـى عـزل قطـاع غـزة، وفصلـه عـن باقي الأراضي الفلسطينية سواء أكان هذا في الضفـة الغربيـة والقدس أو الأراضي المحتلّة.
كذلك، تحكمت السلطات الإسرائيليّة في كمية ونوعية البضائع والمواد التي تدخل إلى قطاع غزة، كما حظرت المئات من المنتجات. الأمر الّذي أضرّ بالقطاع الاقتصاديّ والرّكود الشّامل في القطاع. كما أدّى إلى ارتفاع حاد في معدلات الفقر والبطالة. تعدّت تبعات هذا الحصار إلى العديد من الجوانب كالقطاع الصحي. فلا يتوفر تنوّع في الأصناف واللوازم الطبية الأساسية. ويزيد من المرضى على قائمة الانتظار لأشهر بغرض تلقّي العلاج وإجراء العمليات الجراحية.
شنّت إسرائيل أربعة هجمات عسكرية مدمّرة على القطاع خلال سنوات الحصار. أسفرت عن مقتل آلاف المدنيين وتدمير عشرات آلاف المنازل والمنشآت المدنية، وأحدثت دمارًا ضخمًا في مرافق البنى التحتية.
في أعقاب الحرب الفلسطينيّة الإسرائيلية 2023 فُرِض حصار أكبر وأضيق وأكثر شمولًا في 9 أكتوبر 2023 المرة الأولى التي يُفرض فيها مثل هذا الحصار. إذ تقع المعابر الحدودية في غزة على طول الحدود بين إسرائيل ومصر منذ 2005، تحت سيطرة إسرائيل بالإساس مع مصر.
تعود القيود المفروضة على الحركة والبضائع في غزة التي فرضتها إسرائيل إلى أوائل التسعينيات. بعد استيلاء حماس على السلطة في عام 2007، كثفت إسرائيل بشكل كبير القيود المفروضة على الحركة وفرضت حصارًا كاملاً على حركة البضائع والأشخاص داخل وخارج قطاع غزة. بدأت مصر حصارها لغزة في عام 2007، بعد وقت قصير من سيطرة حماس على المنطقة. توجد العديد من المعابر الحدودية من قطاع غزة على طول حدود إسرائيل ومصر. منحت إسرائيل بانتظام إذنًا لحصة من فلسطينيي غزة، يتراوح عددهم بين 15000 و21000، للعمل يوميًا داخل حدودها.

## أسماء المعابر والقيود المفروضة عليها
هناك ستة معابر في غزّة، ينتقل عبرها الأفراد والبضائـع مـن وإلـى القطـاع، وهـي بيت حانون- إيـرز، معبر المنطار- كارنـي، ناحـل عـوز، كـرم أبـو سـالم، ومعبر صوفـا علـى الحـدود مـع إسـرائيل، بالإضافة إلـى معبـر رفـح علـى الحـدود مـع مصـر. أغلقت جميع المعابر -بعد السّيطرة على غزة في 2005- ما عدا معبري رفح وإيرز اللذان خصصا لتنقل الأفراد، ومعبر كرم أبو سالم الذي خصص لنقل البضائع.
شهد عام 2022 تحسنًا في حركة المسافرين عبر معبر رفح – نحو 23 ألف مسافر شهريًا، مقارنة بنحو 15 ألف مسافر شهريًا عام 2021. إلا أنّه ما يزال بعيدًا عن المعدل الذي سُجل عام 2005 قبل الحصار، والذي وصل إلى 40 ألف مسافر شهريًا. استمرّت السلطات المصرية بفرض قيود على عدد وطبيعة الأشخاص المسموح لهم بالسفر. ولهذا، يضطر كثير من الفلسطينيين في غزة إلى دفع "رسوم تنسيق" بطريقة غير رسمية باهظة، حتى يتمكنوا من العبور عبر المعبر وتجنب المشاكل مثل: المنع الأمني أو التأخير. أضافة إلى ذلك، فإنّ الأمن المصري يتعامل مع الفلسطينيين بطريقة غير إنسانيّة، من ضمنها التفتيش المتكرر. ممّا يؤدّي إلى إطالة مدة التّنقّل بين معبر رفح ومطار القاهرة حتى 72 ساعة -في بعض الحالات-، الّتي لا تستغرق أكثر من 6 ساعات في الوضع الطبيعي.
تمر معظم مركبات المساعدات عبر هذا المعبر من مصر. وكان هذا أول معبر يُعاد فتحه بعد بدء الحرب، في 21 أكتوبر/تشرين الأول. وفي الفترة من ذلك الحين وحتى 31 أكتوبر/تشرين الأول، مرت 241 شاحنة مساعدات عبر المعبر. وطبقت مصر، التي تخشى تدفق أعداد كبيرة من سكان غزة إلى سيناء، سياسات صارمة في معبر رفح. وفي 27 أكتوبر/تشرين الأول، انتقدت سيندي ماكين، مديرة برنامج الغذاء العالمي، عمليات التفتيش على الجانب المصري من المعبر ووصفتها بأنها "صارمة للغاية" وتحد من تدفق المساعدات، التي كانت في السابق أقرب إلى 500 شاحنة يوميًا. ومع ذلك، فإن مصر حذرة للغاية من نزوح الفلسطينيين بأعداد كبيرة من غزة.
كان هذا أحد المعابر التي تم اختراقها في بداية الحرب، وظل مغلقًا بعد ذلك. في 30 أكتوبر، طلبت الأمم المتحدة من إسرائيل إعادة فتحه للسماح بمرور شاحنات مساعدات إضافية. في 3 نوفمبر، تم فتحه لفترة وجيزة، وتم إعادة العمال الفلسطينيين من قطاع غزة الذين كانوا يقيمون في إسرائيل بتصاريح عمل إلى قطاع غزة. في 21 ديسمبر 2023، حاول المتظاهرون الإسرائيليون إغلاق معبر كرم أبو سالم لمنع دخول المساعدات الإنسانية إلى قطاع غزة. في 6 فبراير، أفادت القناة 12 أنه تم منع 132 شاحنة مساعدات من دخول معبر كرم أبو سالم الحدودي. في 7 فبراير، أقام الإسرائيليون خيامًا في معبر كرم أبو سالم لمنع دخول المساعدات إلى غزة.
حتى الأول من نوفمبر/تشرين الثاني، ظلت المعابر الأخرى المؤدية إلى إسرائيل مغلقة. وفي الثاني من فبراير/شباط، أغلق المتظاهرون الإسرائيليون معبر نيتسانا الحدودي بين مصر وإسرائيل لمنع دخول المساعدات الإنسانية إلى غزة وفي الأول من مايو/أيار، هاجم مستوطنون إسرائيليون قافلتين مساعدات أردنية متجهتين إلى قطاع غزة تحملان إمدادات طبية ودقيقًا.

## تدهور الوضع الاقتصادي
دخل اقتصاد قطاع غزة ركودًا عام منذ فرض الحصار الإسرائيلي، ما أدى إلى إغلاق شبه كامل للمعابر التجارية وقيود شديدة على حركة التجارة. كما فاقمت الهجمات الإسرائيلية الثلاث الكبرى من تدهور الأوضاع الاقتصاديّة، وشلّت المرافق الاقتصادية خلال الهجمات. آثار الهجمات – تمثل معظمها في تدمير المصانع والشركات وفقدان الوظائف - استمرت لفترة طويلة بعد إعلان وقف إطلاق النار. أما على مستوى الاقتصاد الكلي، فقد بلغت مساهمة قطاع غزة في الناتج المحلي الإجمالي لفلسطين أقل من 18% مع نهاية عام 2020.
ضاعفت جائحة فيروس كورونا (كوفيـد 19) والتي بدأت بالتفشي داخل القطاع في آب 2020 ممّا فاقم من الأزمات التي يعاني منها اقتصاد القطاع. إذ تسببت إجراءات الإغلاق لدواعي وقائيّة بزيادة معاناة العمال الذين يعملون بنظام المياومة. بحسب اتحاد نقابات العمال فــي قطاع غزة، فقد أصبح حوالي 160 ألف عامل عاطلًا عن العمل، أو أوقفوا مؤقتًا عن العمل بسبب الاغلاقات الوقائيّة. كما أنّ الأجور اليومية التـي يتحصّل عليها العمال منخفضة جدًّا، تجعلهم عاجزين عن إدارة شؤونهم الماليّة في فترة الإغلاقات. سيّما، أنّ متوسط الأجر اليومي للعامل يعادل 3 $، وهو ما لا يتناسب مع الظروف المعيشية الإنسانيّة وغلاء الأسعار.
بحسب تقرير "الأونكتاد" الصادر في تشرين الثاني 2020، قُدّرت الخسائر الاقتصادية الّتي تكبّدتها غزّة جراء الحصار الإسرائيلي للقطاع خلال العقد الماضي زهاء بـ 16.7 مليار دولار، وهو ما يعني أن نصيب الفرد الواحد من الخسائر الاقتصادية بفعل الحصار بلغ نحو 9 آلاف دولار. وهذا بسبب الإغلاق الطّويل والحروب على غزّة خلال فترة الحصار. وفي 2 أبريل 2024 أوضح تقرير مشترك للبنك الدولي والأمم المتحدة أن تكلفة الأضرار التي لحقت بالبنية التحتية الحيوية في قطاع غزة، في الفترة ما بين أكتوبر 2023 وحتى يناير 2024، تقدر بنحو 18.5 مليار دولار، أي ما يعادل 97% من إجمالي الناتج المحلي للضفة الغربية وقطاع غزة معاً عام 2022.
وفي 2 مايو 2024 أفاد برنامج الأمم المتحدة الإنمائي، ولجنة الأمم المتحدة الاقتصادية والاجتماعية لغرب آسيا، في تقرير مشترك، أن الناتج المحلي الإجمالي لفلسطين تراجع بنسبة 26.9% بخسائر إجمالية تجاوز 7 مليارات دولار عما كانت عليه في 2023، محذرا من أن استمرار الحرب ستدفع نحو 1.74 مليون شخص إلى الفقر لترتفع النسبة إلى 60.7%. وأوضح التقرير أن إعادة إعمار قطاع غزة يحتاج قرابة 80 عاماً لاستعادة جميع الوحدات السكنية المدمرة بالكامل بفعل الضربات الإسرائيلية منذ 7 أكتوبر. وأعلنت الأمم المتحدة أن تكلفة إعادة إعمار قطاع غزة تقدر ما بين 30 إلى 40 مليار دولار نتيجة حجم الدمار الهائل وغير المسبوق. وفي 7 يونيو 2024 أفاد تقرير حديث لمنظمة العمل الدولية والجهاز المركزي للإحصاء الفلسطيني، أن الحرب الإسرائيلية المستمرة على قطاع غزة منذ 8 أشهر رفعت معدل البطالة في القطاع إلى 79.1% وفي الضفة الغربية إلى 32%، ووهو ما رفع متوسط البطالة إلى 50.8% في منطقتي الأرض الفلسطينية المحتلة.
وفي 13 يونيو 2024 أظهرت صور التقطتها الأقمار الصناعية، وحللتها الأمم المتحدة، أن 57% من حقول المحاصيل الدائمة في غزة والأراضي الصالحة للزراعة والضرورية للأمن الغذائي دمرت بسبب الحرب الإسرائيلية على القطاع. وفي 27 يونيو 2024 أفادت تقديرات أولية صادرة عن الجهاز المركزي للإحصاء الفلسطيني بانكمش الاقتصاد الفلسطيني بنسبة 35% على أساس سنوي، خلال الربع الأول من العام الجاري، مع دخول الحرب الإسرائيلية على غزة شهرها التاسع.

## المنطقة العازلة
الحدود لهذه المنطقة الأمنية ليست واضحة، وكذلك الحال في البحر حيث يعمل الصيادون، فهي تتغيّر بشكل دائم، فحتى عام 2008، كان يُسمح بمرور المشاة لمسافة تصل إلى 300 متر من السياج، ويمكن للمزارعين الاقتراب من مسافة 100 متر أثناء عملهم. ومع ذلك، ومع شن إسرائيلي لأول هجوم في ديسمبر 2008، أجبرت إسرائيل الفلسطينيين الابتعاد عن السياج لمسافة تصل إلى 1000-1500. وتشكّل تلك المنطقة حوالي 35% من أراضي غزة الصالحة للزراعة. كما دمرت القوات الإسرائيلية ولوثت الكثير من تلك المساحة. بعد هجومها العسكري عام 2012. خففت إسرائيل هذه القيود مؤقّتًا. تستهدف دائمًا القوات الإسرائيلية المزارعين الذين يعملون في المناطق المسموح بها. كما، ترشّ إسرائيل بشكل متكرر خلال العام مبيدات من الطائرات على الأراضي الفلسطينية لتتلف المحاصيل الزراعية، بصرف النّظر عن موقعها. ممّا يشكّل تهديد لمصدر الرزق الوحيد للمزارعين الفلسطينيين.
وفي 16 مارس 2024 قالت صحيفة "وول ستريت جورنال" إن إسرائيل تسعى إلى إنشاء منطقة عازلة بعرض 800 متر على طول الحدود مع قطاع غزة ولذلك تقوم بجريف الأراضي الزراعية وهدم مئات المنازل والمدارس، لافتة إلى أن المنطقة العازلة إجراء أمني لتجريد غزة من السلاح وطمأنة الإسرائيليين بالعودة بأمان إلى البلدات والمجتمعات القريبة من الحدود التي تم إخلاؤها بعد 7 أكتوبر، وستسمح للقوات الإسرائيلية برؤية وإيقاف أي شخص يقترب من الحدود.
وفي 18 مايو 2024 كشفت صور التقطت من الفضاء وحللتها صحيفة "واشنطن بوست" الأميركية أن الجيش الإسرائيلي ينشئ منطقة عازلة وسط غزة، عبر تحصين ممر شقه لتقسيم القطاع إلى شطرين، واعتبر "جزءا من مشروع واسع النطاق لإعادة تشكيل غزة وترسيخ الوجود العسكري الإسرائيلي فيها". وفي 4 يوليو 2024 كشف تحقيق لصحيفة "هآرتس" الإسرائيلية، واستند إلى صور للأقمار الاصطناعية ومصادر عسكرية، أن الجيش الإسرائيلي استولي على 26% من أراضي قطاع غزة، بعد نحو 9 أشهر من بدء الحرب.

## القطاع البحري
وفق اتفاقيـة أوسـلو التـي وقـعت عليهـا كل مـن منظمة التحرير الفلسطينية وإســرائيل عــام  1994 باتاحة الملاحة الفلسطينيّة حتــى مســافة 20 ميــل بحـري -حوالي 37 كيلـو متـر- مقابـل شـواطئ قطـاع غـزة. بالرّغم من هذا، فإنـه يمنـع الإسرائيليّون الفلسـطينيين مـن الوصـول لتلـك المسـافة. وتقلّص مسافة الملاحة والصيد بشكل تعسفي لمسافة لا تتجاوز في أفضل الأحوال 12 ميلًا بحريًا.

## الحصار
أُعلن عن الحصار الشامل على غزة في 9 أكتوبر 2023 من قبل وزير الدفاع الإسرائيلي، يوآف غالانت حيث أعلن قائلاً: «إننا نفرض حصاراً كاملاً على غزة .. لا كهرباء ولا طعام ولا ماء ولا غاز .. كل شيء مغلق». وأضاف «نحن نقاتل حيوانات بشرية ونتصرف وفقًا لذلك،»، وقال المتحدث باسم وزير الطاقة الإسرائيلي، يسرائيل كاتس، إن كاتس أمر بقطع إمدادات المياه عن غزة، على أن يسري ذلك على الفور. كُلفت الدبابات والمسيرات الإسرائيلية بحراسة الفتحات في السياج الحدودي بين غزة وإسرائيل لفرض الحصار. ونتيجة للحصار، نفد الوقود من محطة توليد الكهرباء الوحيدة في قطاع غزة بتاريخ 11 أكتوبر عند الساعة الثانية بعد الظهر. وأدى ذلك إلى انقطاع التيار الكهربائي عن غزة.
في 9 أكتوبر 2023، شددت إسرائيل حصارها لقطاع غزة بعد الهجوم الذي قادته حماس على إسرائيل عام 2023 والحرب التي تلت ذلك بين إسرائيل وحماس عندما أعلنت "حصارًا كاملاً"، ومنعت دخول الغذاء والماء والأدوية والوقود والكهرباء. وقد اشترطت إسرائيل رفع الحصار بعودة الرهائن الذين اختطفتهم حماس،  وهو ما تم انتقاده باعتباره عقابًا جماعيًا وجريمة حرب واضحة.
```
وفي وقت لاحق، خففت إسرائيل الحصار الكامل، لكنها استمرت في فرض قيود شديدة على كمية المساعدات التي تدخل قطاع غزة. دخلت الإمدادات الأولى في 21 أكتوبر 2023.
[
23
]
 أدى الحصار إلى تفاقم الأزمة الإنسانية في غزة
[
60
]
 في يناير 2024، منعت السلطات الإسرائيلية 56٪ من المساعدات الإنسانية إلى شمال غزة.
[
61
]
 في 9 فبراير 2024، قال مدير الأونروا فيليب لازاريني إن إسرائيل منعت وصول الغذاء إلى 1.1 مليون فلسطيني في غزة.
[
62
]
 ساهم الحصار في خلق ظروف المجاعة الوشيكة في قطاع غزة، والتي تفاقمت بسبب الغارات الجوية الإسرائيلية التي استهدفت البنية التحتية الغذائية والقيود المفروضة على المساعدات الإنسانية.
[
63
]
 في عدد من الحوادث، قام المتظاهرون الإسرائيليون، بمن فيهم المستوطنون، بمنع شاحنات المساعدات التي تحمل المساعدات الإنسانية المتجهة إلى قطاع غزة، وفي بعض الحالات هاجموها.
[
30
]
[
31
]
```

في 9 أكتوبر 2023، شددت إسرائيل حصارها لقطاع غزة بعد الهجوم الذي قادته حماس على إسرائيل عام 2023 والحرب التي تلت ذلك بين إسرائيل وحماس عندما أعلنت "حصارًا كاملاً"، ومنعت دخول الغذاء والماء والأدوية والوقود والكهرباء. وقد اشترطت إسرائيل رفع الحصار بعودة الرهائن الذين اختطفتهم حماس،  وهو ما تم انتقاده باعتباره عقابًا جماعيًا وجريمة حرب واضحة. وفي وقت لاحق، خففت إسرائيل الحصار الكامل، لكنها استمرت في فرض قيود شديدة على كمية المساعدات التي تدخل قطاع غزة. دخلت الإمدادات الأولى في 21 أكتوبر 2023. أدى الحصار إلى تفاقم الأزمة الإنسانية في غزة 
في يناير 2024، منعت السلطات الإسرائيلية 56٪ من المساعدات الإنسانية إلى شمال غزة في 9 فبراير 2024، قال مدير الأونروا فيليب لازاريني إن إسرائيل منعت وصول الغذاء إلى 1.1 مليون فلسطيني في غزة. ساهم الحصار في خلق ظروف المجاعة الوشيكة في قطاع غزة، والتي تفاقمت بسبب الغارات الجوية الإسرائيلية التي استهدفت البنية التحتية الغذائية والقيود المفروضة على المساعدات الإنسانية في عدد من الحوادث، قام المتظاهرون الإسرائيليون، بمن فيهم المستوطنون، بمنع شاحنات المساعدات التي تحمل المساعدات الإنسانية المتجهة إلى قطاع غزة، وفي بعض الحالات هاجموها.

### نتيجة للحصار
نتيجة للحصار، نفد الوقود من محطة الطاقة الوحيدة في قطاع غزة في 11 أكتوبر، الساعة 2:00 مساءً. تسبب هذا في انقطاع الكهرباء في قطاع غزة. ونتيجة لهذا، توقفت محطات تحلية المياه عن العمل، مما أدى إلى توقف المياه الجارية تمامًا في 12 أكتوبر 2023، صرح وزير الطاقة والبنية التحتية الإسرائيلي، يسرائيل كاتس، أن رفع الحصار عن قطاع غزة لن يحدث حتى يعود الرهائن الذين اختطفتهم حماس بأمان إلى وطنهم. اضطر مستشفى الصداقة التركي الفلسطيني إلى الإغلاق، على الرغم من كونه المستشفى الوحيد للسرطان في غزة، بعد نفاد الوقود. بعد تلقي ضغوط من الرئيس الأمريكي جو بايدن، غير جالانت موقفه من الحصار الكامل وتم التوصل إلى اتفاق في 19 أكتوبر للسماح لإسرائيل ومصر بدخول المساعدات إلى غزة في يناير 2024، منعت السلطات الإسرائيلية 56٪ من المساعدات الإنسانية لشمال غزة. وفقًا لمنظمة أوكسفام والأمم المتحدة، فإن نقص المياه النظيفة والصرف الصحي في غزة من شأنه أن يؤدي إلى ارتفاع حالات الكوليرا والأمراض المعدية القاتلة الأخرى. في 7 ديسمبر، أفادت منظمة الصحة العالمية بزيادة في التهابات الجهاز التنفسي الحادة والجرب واليرقان والإسهال. في 7 ديسمبر 2023، ذكر برنامج الغذاء العالمي أن 97٪ من الأسر لديها استهلاك غذائي غير كافٍ وأن 83٪ في جنوب غزة كانوا يعيشون من خلال "استراتيجيات الاستهلاك المتطرفة". في 15 ديسمبر، قدرت الأمم المتحدة أن تسعة من كل عشرة من السكان لا يأكلون الطعام كل يوم. في 22 ديسمبر، حذرت اليونيسف من التهديد المتزايد للمجاعة في قطاع غزة. تسببت الهجمات المباشرة على البنية التحتية للاتصالات من قبل إسرائيل، وحصار الكهرباء ونقص الوقود في انهيار شبه كامل لأكبر مزودي شبكة الهاتف المحمول في غزة.
```
أدى نقص الوصول إلى الإنترنت إلى إعاقة مواطني غزة عن التواصل مع أحبائهم، ومعرفة عمليات الجيش الإسرائيلي، وتحديد المناطق الأكثر تعرضًا للقصف وطرق الهروب المحتملة.
[
74
]
 كما أعاقت عمليات انقطاع التيار الكهربائي خدمات الطوارئ، مما جعل من الصعب تحديد مكان الجرحى في الوقت الحرج والوصول إليهم، 
[
74
]
 كما أعاقت وكالات المساعدات الإنسانية والصحفيين أيضًا.
[
74
]
 بحلول ديسمبر 2023، كان 200 ألف من سكان غزة (حوالي 10% من السكان) قد حصلوا على إمكانية الوصول إلى الإنترنت من خلال بطاقة eSIM التي تقدمها مؤسسة Connecting Humanity.
[
77
]
```

## مجاعة
هناك عدد من الأشخاص ماتوا جوعًا في شمال غزّة عقب نقص المواد الغذائية، مع استمرار الجيش الإسرائيليّ في منع دخول المساعدات، ممّا أدّى إلى عدم قدرة العائلات تأمين وجبة يومية. أشار المدير العام للمكتب الإعلامي الحكومي في غزة إسماعيل الثوابتة: "إن الوضع الإنساني شمال قطاع غزة فاق الكارثيّ. هناك بعض العائلات تحصل خلال 48 ساعة على نصف وجبة غذائية فقط، حيث لا يجد المواطنون الفلسطينيون حتى الأعلاف والحبوب في ظل سياسة التجويع والتعطيش والحصار التي تتبعها إسرائيل".
أدت الحرب بين إسرائيل وحماس إلى ظروف مجاعة وشيكة في قطاع غزة، نتيجة للغارات الجوية الإسرائيلية والحصار المستمر لقطاع غزة من قبل إسرائيل، والذي يشمل القيود المفروضة على المساعدات الإنسانية. يعاني 2.2 مليون شخص في غزة الآن من انعدام الأمن الغذائي على مستوى الطوارئ. في 9 فبراير 2024، قال مدير الأونروا فيليب لازاريني إن إسرائيل منعت وصول الغذاء إلى 1.1 مليون فلسطيني في غزة. ساهم الحصار في خلق ظروف المجاعة الوشيكة في قطاع غزة، والتي تفاقمت بسبب الغارات الجوية الإسرائيلية التي استهدفت البنية التحتية الغذائية والقيود المفروضة على المساعدات الإنسانية. في عدد من الحوادث، قام المتظاهرون الإسرائيليون، بمن فيهم المستوطنون، بمنع شاحنات المساعدات التي تحمل المساعدات الإنسانية المتجهة إلى قطاع غزة، وفي بعض الحالات هاجموها.

### مارس
في 18 مارس 2024 أشار تصنيف أممي عن معدلات الجوع عالمياً أن النقص الشديد في الغذاء بأنحاء قطاع غزة "تجاوز مستويات المجاعة"، وأن الموت الجماعي "أصبح وشيكاً" ما لم يتم السماح بتدفق المواد الغذائية إلى المناطق المعزولة بسبب القتال. وفي 21 مارس 2024 أكد تيدروس جيبريسوس المدير العام لمنظمة الصحة العالمية، أن زيادة إنفاذ المساعدات عبر المعابر البرية إلى غزة هو الحل الوحيد الذي يمكن أن يساعد في الحيلولة دون وقوع مجاعة. وفي 24 مارس 2024 قال فيليب لازاريني المفوض العام للأونروا، إنه اعتبارا من اليوم أصبحت الأونروا، شريان الحياة الرئيسي للاجئي فلسطين، محرومة من تقديم المساعدة المنقذة للحياة إلى شمال غزة. وأدانت وزارة الخارجية الفلسطينية قرار إسرائيل منع الأونروا من إدخال المساعدات، وقالت إن من شأنه أن يعمق المجاعة وجرائم القتل بالتجويع والتعطيش. وفي 25 مارس 2024 قال عدنان أبو حسنة، الناطق باسم وكالة الأونروا، إن قرار إسرائيل منع إدخال المساعدات إلى شمال غزة خطير وسيزيد ويعمق المجاعة كما أنه سيعجل من تدهور الوضع الإنساني. ودعا تيدروس أدهانوم غيبريسوس مدير منظمة الصحة العالمية، إسرائيل للتراجع فورا عن قرارها بمنع الأونروا من دخول شمال القطاع، مؤكدا أن القرار بمثابة قتل للأشخاص الذين يتضورون جوعا. وقال فولكر تورك، مفوض الأمم المتحدة السامي لحقوق الإنسان، إن القيود التي تفرضها إسرائيل على دخول المساعدات الإنسانية إلى قطاع غزة ترقى إلى مستوى التجويع وهو ما يعد جريمة حرب. وقالت كاثرين راسل، مديرة منظمة الأمم المتحدة للطفولة "يونيسف"، عبر منصة "إكس"، إن المجاعة وشيكة في شمال غزة وأن الأطفال يموتون بسبب سوء التغذية والجفاف، مؤكدة أن أرواح الأطفال وصحتهم في غزة "أصبحت على المحك". وفي 26 مارس 2024، دعا ينس لايركه المتحدث باسم الأمم المتحدة لتنسيق الشؤون الإنسانية، إسرائيل إلى إلغاء قرارها بمنع وصول المساعدات الغذائية لشمال غزة من "الأونروا"، مؤكدا أن الناس هناك يواجهون "الموت القاسي بسبب المجاعة". وفي 28 مارس 2024 قالت مجلة "إيكونوميست" البريطانية إن قطاع غزة "على شفا مجاعة بسبب القيود التي تفرضها إسرائيل على دخول الأغذية وانقطاع توزيعها، مشددة على أن أسرع طريقة لمنع هذه الإشكالية هي وقف مؤقت لإطلاق النار. وحذر برنامج الأغذية العالمي من مجاعة وشيكة في شمال غزة مع استمرار إسرائيل منع وصول قوافل المساعدات، لافتا إلى أن واحدا من كل ثلاثة أطفال دون سن الثانية يواجهون سوء التغذية الحاد. وفي 27 مارس 2024 قال جوزيب بوريل مسؤول السياسة الخارجية بالاتحاد الأوروبي، عبر منصة "إكس"، إن عمليات الإنزال الجوي للمساعدات الغذائية على قطاع غزة لا يمكن أن تحل محل مئات الشاحنات التي تنتظر الدخول براً، مؤكدا أن السماح بدخول المساعدات الإنسانية إلى غزة بشكل عاجل وآمن واجب قانوني. وفي 28 مارس 2024 أمر قضاة محكمة العدل الدولية بالإجماع إسرائيل باتخاذ كل الإجراءات الضرورية والفاعلة لضمان دخول إمدادات الغذاء الأساسية لسكان غزة دون تأخير، وقالت القضاة إن الفلسطينيين في غزة يواجهون ظروف حياة صعبة في ظل انتشار المجاعة التي ظهرت بالفعل في القطاع. وفي 29 مارس 2024 دعا فيليب لازاريني المفوض العام للأونروا، إلى ضرورة ممارسة المزيد من الضغوط الدولية على إسرائيل لتنفيذ أمر محكمة العدل الدولية باتخاذ جميع الإجراءات اللازمة لضمان وصول المساعدات الأساسية وقوافل الأغذية إلى سكان قطاع غزة لمنع حدوث مجاعة. وفي 29 مارس 2024 حذر مسؤول وزارة الخارجية الأميركية لـ"رويترز" من خطر وجود المجاعة في شمال قطاع غزة مؤكدا أن خطرها أيضا يمتد إلى جنوب ووسط القطاع، مشددا على ضرورة إدخال البضائع والأغذية على نطاق واسع خاصة إلى مناطق الشمال. وأعلن حسام أبو صفية مدير مستشفى كمال عدوان في شمال غزة، عن تسجيل 23 حالة وفاة نتيجة الجوع في شمال القطاع، وحذر من تزايد أعداد الوفيات بسبب سوء التغذية والمجاعة ما لم يُسمح بإدخال الغذاء والمستلزمات الطبية في أسرع وقت.

### أبريل
وفي 1 أبريل 2024 قالت منظمة المطبخ المركزي العالمي "وورلد سنترال كيتشن" التي تعمل على توفير الغذاء والمساعدات الإنسانية لسكان قطاع غزة إن غارة جوية إسرائيلية قتلت 7 من موظفيها، وأعلنت تعليق أعمالها في المنطقة لحين إشعار آخر. وفي 6 أبريل 2024 قال مارتن جريفيث وكيل الأمين العام للأمم المتحدة للشؤون الإنسانية ومنسق الإغاثة في حالات الطوارئ، إن قطاع غزة بلغ "مرحلة مروعة" والمجاعة باتت وشيكة في قطاع غزة بعد 6 أشهر من حرب جلبت الموت والدمار. وفي 9 أبريل 2024 قالت منظمة هيومن رايتس ووتش إن استخدام إسرائيل التجويع كسلاح في قطاع غزة يمثل "جريمة حرب" وأكدت أن تأثير التجويع على سكان غزة يتفاقم بسبب "الانهيار شبه الكامل لنظام الرعاية الصحية". وفي 11 أبريل 2024 قالت المتحدثة باسم منظمة الأمم المتحدة للطفولة "يونيسف"، إن سكان شمال غزة يعتمدون بشكل كبير على العشب للبقاء على قيد الحياة مؤكدة أن الفرصة ما زالت قائمة لمنع المجاعة في قطاع غزة إذا ما تم غمره بالمساعدات. وفي 17 أبريل 2024 قال آندريا دي دومينيكو رئيس مكتب الأمم المتحدة لتنسيق الشؤون الإنسانية في الأراضي الفلسطينية المحتلة، إن المنظمة تسعى جاهدة لمنع حدوث مجاعة في غزة، مؤكدا أن هناك صعوبات وتأخيرات كبيرة تواجه توصيل المساعدات داخل القطاع حيث تم رفض 41% من الطلبات التي قدمتها الأمم المتحدة لإسرائيل لتوصيل المساعدات لشمال القطاع خلال الأسبوع الماضي. كما ناشدت الأمم المتحدة الجهات المناحة لتوفير تمويل بقيمة 2.8 مليار دولار لمساعدة أكثر من 3 ملايين شخص في قطاع غزة والضفة الغربية حتى نهاية العام في تخفيف نقص الغذاء ودرء خطر المجاعة في غزة. وفي 24 أبريل 2024 قالت كورين فليشر المديرة الإقليمية لبرنامج الأغذية العالمي للشرق الأوسط وشمال إفريقيا، إن المجاعة صارت على الأبواب لاسيما شمالي قطاع غزة. وقال ديفيد ساترفيلد المبعوث الأميركي الخاص للقضايا الإنسانية في الشرق الأوسط، إن خطر المجاعة "شديد جداً" في غزة خصوصاً في شمال القطاع، مطالباً إسرائيل ببذل كل ما في وسعها لتجنب المجاعة. وفي 25 أبريل 2024 أطلقت وكالة الأونروا نداء لجمع 1.21 مليار دولار للتعامل مع الأزمة الإنسانية غير المسبوقة في قطاع غزة والاستجابة للاحتياجات في الضفة الغربية. وفي 25 أبريل 2024  حمّلت منظمة "بتسليم" الإسرائيلية المعنية بحقوق الإنسان، إسرائيل مسؤولية ما وصفته بـ"جريمة التجويع" في غزة، وأشارت في وثيقة بعنوان "عار التجويع: إسرائيل مسؤولة عن جريمة التجويع في قطاع غزة" إلى أن الإجراءات التي تتخذها حكومة نتنياهو "زائفة" وغير كافية لمواجهة الأزمة الإنسانية المتفاقمة في القطاع. وقال كارل سكاو نائب المدير التنفيذي لبرنامج الأغذية العالمي التابع للأمم المتحدة، إن شمال قطاع غزة ما زال يتجه نحو المجاعة، مطالباً إسرائيل بالسماح بدخول كميات أكبر وأكثر تنوعاً من المساعدات الإنسانية. وفي 29 أبريل 2024 أعلنت مؤسسة "وورلد سنترال كيتشن" الإغاثية الخيرية، أنها قررت استئناف عملياتها في قطاع غزة بعد شهر من وقفها بسبب مقتل 7 من موظفيها في غارة جوية إسرائيلية. وفي 29 أبريل 2024 حذّر الأمير فيصل بن فرحان وزير الخارجية السعودي، من أن المجاعة باتت "واقعاً" يعيشه الفلسطينيون في قطاع غزة، وأن أي اجتياح إسرائيلي مُحتمل لرفح سيؤدي إلى كارثة إنسانية.

### مايو
وفي 4 مايو 2024 قالت سيندي ماكين المديرة التنفيذية لبرنامج الأغذية العالمي، إن شمال غزة يعاني من مجاعة كاملة وهذه المجاعة تتجه نحو جنوب القطاع. وفي 7 مايو 2024 حذرت "الأونروا" من استمرار توقف دخول المساعدات الإنسانية إلى غزة، عبر معبر رفح الحدودي بعدما أعلنت القوات الإسرائيلية سيطرتها عليه، محذرة من أن "الجوع الكارثي" الذي يواجهه الفلسطينيين لا سيما في شمال القطاع سيزداد سوءا إذا انقطعت طرق الإمداد. وفي10  مايو 2024 توقعت منظمة اليونيسف في غزة نفاد المخزونات الغذائية في جنوب القطاع خلال أيام، مشددة على ضرورة الحيلولة دون وفيات الأطفال. وفي11  مايو 2024 حذر برنامج الأغذية العالمي من توقف عملياته في غزة بينما ينفد الغذاء من السكان، مشيرا إلى إن المساعدات لم تصل إلى القطاع  من المعابر الجنوبية منذ ثلاثة أيام. وفي 17 مايو 2024 أجرت "اندبندنت" تحقيقا صحفيا شمل وثائق مسربة وشهادات مسؤولين سابقين وحاليين، كشف في طياته إدانة كبيرة للرئيس الأميركي جو بايدن وإدارته، لتواطئهم في السماح بتفشي كارثة المجاعة في قطاع غزة من خلال عدم اتخاذهم التدابير الكافية بعد تلقيهم تحذيرات متتالية من خبرائهم ومنظمات الإغاثة التابعة لهم. وفي 21 مايو 2024 قالت إيديم وسورنو المسؤولة في جهود الإغاثة بالأمم المتحدة، إنه لا يوجد ما يكفي من الإمدادات والوقود لتوفير أي مستوى معقول من الدعم لشعب غزة، مضفية: "لم تعد لدينا كلمات لوصف ما يحدث في غزة. وصفنا ذلك بأنه كارثة، وكابوس، وجحيم على الأرض. إنه كل هذا، بل وأسوأ". وقالت وكالة الأونروا إن توزيع الطعام في مدينة رفح جنوبي غزة معلق حالياً بسبب نقص الإمدادات وغياب الأمن. ودعا تيدروس أدهانوم جيبريسوس المدير العام لمنظمة الصحة العالمية، إسرائيل إلى رفع الحصار والسماح بمرور المساعدات إلى غزة في الوقت الذي يواجه فيه السكان هناك المجاعة. وفي 29 مايو 2024 حذرت منظمة العمل ضد الجوع من أن الأزمة الإنسانية في القطاع تتصاعد بمعدل سريع، محذرة من نفاد الغذاء في غزة وأنه بحلول اللحظة التي يُعلن فيها عن حدوث مجاعة سيكون الأوان قد فات بالفعل.

### يونيو
وفي 4 يونيو 2024 قالت حنان بلخي المديرة الإقليمية لمنظمة الصحة العالمية لمنطقة شرق البحر المتوسط، إن بعض سكان غزة يضطرون إلى شرب مياه الصرف الصحي وتناول علف الحيوانات والأطفال بالكاد يحصلون على الطعام، بينما الشاحنات تقف خارج رفح. وفي 5 يونيو 2024 توقع تقرير صادر عن منظمة الأغذية والزراعة (الفاو) بالاشتراك مع برنامج الأغذية العالمي أن يواجه أكثر من مليون شخص في غزة الموت والجوع بحلول منتصف يوليو إذا لم تتوقف الحرب. وفي 13 يونيو 2024 أفادت وكالة الأونروا بأن "أطفال غزة يبحثون في القمامة يومياً عن الطعام" لافتة إلى أن أكثر من 330 ألف طن من النفايات تتراكم في مناطق القطاع ما يشكل مخاطر بيئية وصحية كارثية. وفي 12 يونيو 2024 حذر تيدروس أدهانوم جيبريسوس مدير منظمة الصحة العالمية، من أن نسبة كبيرة من سكان غزة يواجهون "جوعاً كارثياً وظروفاً شبيهة بالمجاعة". وفي 14 يونيو قال كارل سكاو، نائب المديرة التنفيذية لبرنامج الأغذية العالمي التابع للأمم المتحدة، إن إمدادات الغذاء لجنوب قطاع غزة معرضة للخطر بعد أن وسعت إسرائيل نطاق عملياتها العسكرية، مضيفا أن الوضع يتدهور في جنوب غزة وذلك مع تفاقم حدة الجوع وخطر المجاعة في شمال القطاع. وفي 18 يونيو 2024 حذّر المكتب الإعلامي الحكومي في قطاع غزة من أن القطاع يتجه إلى المجاعة بشكل متسارع، متهما إسرائيل والولايات المتحدة بمنع وصول المساعدات والبضائع إلى سكان قطاع غزة، داعياً إلى تدخل دولي فوري لوقف هذه "الجريمة". وفي 24 يونيو 2024 أفادت تقديرات مبادرة التصنيف المرحلي المتكامل للأمن الغذائي بأن أكثر من مليون من سكان غزة يواجهون الشكل الأكثر تطرفاً من سوء التغذية الذي تصنفه المبادرة "كارثة أو مجاعة". وحذر فيليب لازاريني المفوض العام لمنظمة الأونروا من تسبب عمليات النهب والتهريب في عرقة وصول المساعدات الإنسانية إلى قطاع غزة. وفي 25 يونيو 2024 أفاد تقرير التصنيف المرحلي المتكامل للأمن الغذائي، بأن 96% من سكان قطاع غزة يعانون من مستويات عالية من انعدام الأمن الغذائي الحاد، وأوضح أن نحو نصف مليون شخص في غزة يواجهون خطر المجاعة ضمن المرحلة الخامسة من التصنيف، وأن الوضع في غزة لا يزال كارثياً.

### يوليو
وفي 9 يوليو 2024 اتهم خبراء حقوقيون في الأمم المتحدة، إسرائيل بشن "حملة تجويع متعمدة وموجهة" أسفرت عن زيادة ملحوظة في وفيات الأطفال بقطاع غزة. لقد دمرت الغارات الجوية البنية التحتية للغذاء، مثل المخابز والمطاحن ومخازن الأغذية، وهناك ندرة واسعة النطاق في الإمدادات الأساسية بسبب الحصار المفروض على المساعدات. وقد تسبب هذا في مجاعة لأكثر من نصف مليون من سكان غزة وهو جزء من أزمة إنسانية أوسع نطاقًا في القطاع. إنه "أعلى عدد من الأشخاص الذين يواجهون الجوع الكارثي" الذي تم تسجيله على الإطلاق على مقياس التصنيف المرحلي المتكامل للأمن الغذائي، ومن المتوقع على نطاق واسع أن يكون أشد مجاعة من صنع الإنسان منذ الحرب العالمية الثانية. صنف التصنيف المرحلي المتكامل للأمن الغذائي (IPC) مؤخرًا الوضع الحالي في غزة على أنه أعلى مستوى من انعدام الأمن الغذائي تم تسجيله على الإطلاق. مع مواجهة 53٪ من السكان، أي ما يعادل 1.17 مليون فرد، لمستويات الطوارئ، تشهد المنطقة معدلات مقلقة من سوء التغذية وفقدان الأرواح؛ وبسبب الظروف الأمنية السائدة، أصبح توفير استجابة إنسانية كبيرة أمرًا صعبًا للغاية. ومن الأهمية بمكان إرساء تدفق متسق وغير معوق للمساعدات الإنسانية إلى غزة لتلبية الاحتياجات العاجلة لسكانها.

### أكتوبر
في 9 أكتوبر 2023، شددت إسرائيل حصارها لقطاع غزة بعد الهجوم الذي قادته حماس على إسرائيل عام 2023 والحرب التي تلت ذلك بين إسرائيل وحماس عندما أعلنت "حصارًا كاملاً"، ومنعت دخول الغذاء والماء والأدوية والوقود والكهرباء. وقد اشترطت إسرائيل رفع الحصار بعودة الرهائن الذين اختطفتهم حماس،  وهو ما تم انتقاده باعتباره عقابًا جماعيًا وجريمة حرب واضحة. وفي وقت لاحق، خففت إسرائيل الحصار الكامل، لكنها استمرت في فرض قيود شديدة على كمية المساعدات التي تدخل قطاع غزة. دخلت الإمدادات الأولى في 21 أكتوبر 2023. أدى الحصار إلى تفاقم الأزمة الإنسانية في غزة  في يناير 2024، منعت السلطات الإسرائيلية 56٪ من المساعدات الإنسانية إلى شمال غزة.

## حراك استيطاني لعرقلة المساعدات
بعد صدور أمر عسكري إسرائيلي بإغلاق معبري كرم أبو سالم ونيتسانا، يقوم العديد من المستوطنين بعرقلة إدخال شاحنات الإغاثة لغزة عن طريق ميناء أسدود بمظاهرات تجمع العديد من الحراكات "مسيرة أمهات مناضلات" (تسيعيدات إيمهوت لوحاميم) و"عقيدة القتال" (تورات لحيماه). يشير المستوطنون أن "المئات من شاحنات حماس التي تمر عبر معبر كيرم شاليم تغادر يوميا من ميناء أشدود، لذلك تقرر الوصول إلى هذه الوجهة". وقالت منظمة تورات ليحيما، التي تعمل مع مسيرة الأمهات، إن "مئات الشاحنات تنطلق يوميا من ميناء أشدود مباشرة إلى أحضان حماس، وتعطي القوة للعدو في أوقات الحرب، وهذا يضر بشكل خطير". مقاتلو جيش الدفاع الأبطال وإخوتنا وأخواتنا المخطوفين!". وقالت إحدى المستوطنات: "سنواصل النضال ضد إدخال المساعدات لحماس، في ظل البرد والمطر في الجنوب، وإذا اضطررنا لذلك ففي الشمال أيضًا. ليلا ونهارا، سنواصل الصراخ ضد حماس". "المساعدة التي تقدمها حكومة الحرب لحماس. لقد حان الوقت لوقف هذا الجنون".

## وقف عمل الأونروا
صدّقت لجنة الدستور والقضاء في الكنيست الإسرائيلي على مشروع قانون يفضي بوقف عمل وكالة غوث وتشغيل اللاجئين الفلسطينيين (الأونروا) في القدس المحتلة.

### تسلسل الأحداث:

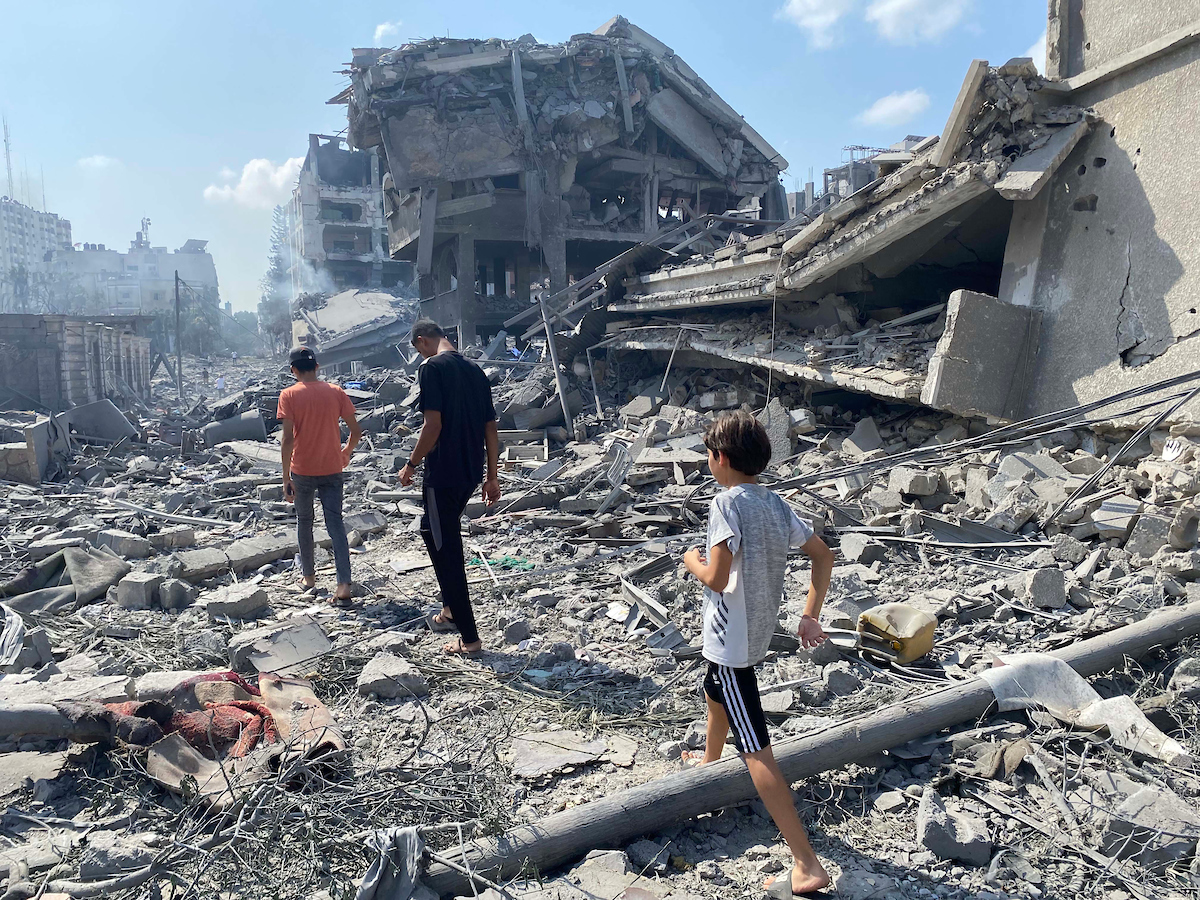
منطقة الرمال في مدينة غزة في 9 أكتوبر 2023

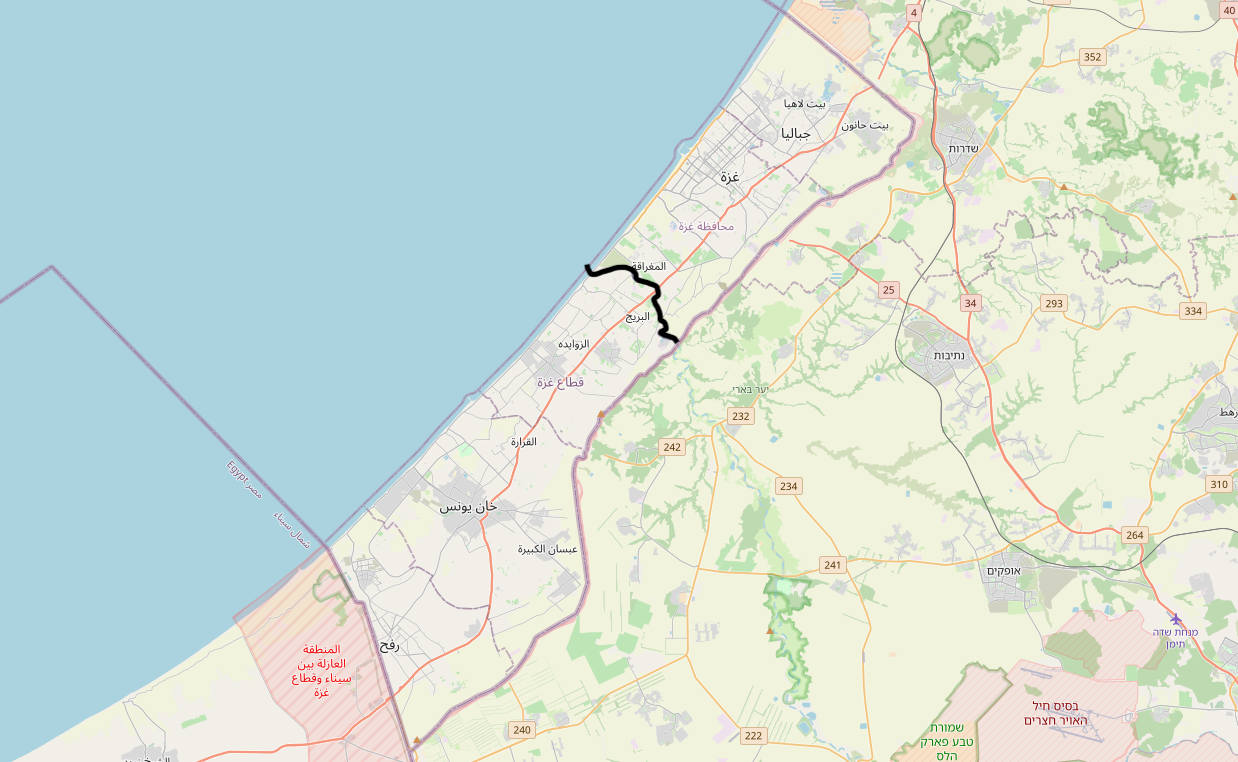
الخط الأسود يمثل حدود الجيش الإسرائيلي عند وادي غزة لإخلاء شمال قطاع غزة

في 12 أكتوبر 2023، صرح وزير الطاقة والبنية التحتية الإسرائيلي يسرائيل كاتس، أن رفع الحصار عن غزة لن يتم إلا بعد عودة الأسرى الذين اخذتهم حركة حماس بأمان إلى وطنهم. في 21 أكتوبر 2023، تم السماح بدخول 20 شاحنة فقط من المساعدات طبية عبر معبر رفح دون السماح حتى اللحظة بدخول الوقود والماء للقطاع. في 24 أكتوبر 2023، تم الاتفاق على هدنة إنسانية لمدة 4 أيام قابلة للتمديد يتم فيها تبادل أسرى بين فلسطين وإسرائيل والسماح بدخول المساعدات.
في 7 ديسمبر 2023، أعلنت وزارة الصحة في غزة ارتفاع حصيلة الضحايا جراء القصف الإسرائيلي إلى 17,177 ضحية نحو 70% منهم من النساء والأطفال دون 18 عاما. وفي 10 ديسمبر 2023، شدد الجيش الإسرائيلي، قبضته على جنوب غزة، وشقت الدبابات الإسرائيلية طريقها إلى وسط خان يونس في توغل جديد كبير في قلب أكبر مدن القطاع. وفي 11 ديسمبر 2023، قالت وزارة الصحة بغزة إن ما لا يقل عن 18,205 أشخاص قتلوا وأصيب 49,645 آخرون في الغارات الإسرائيلية على القطاع. وفي 13 ديسمبر 2023، أعلنت وزارة الصحة الفلسطينية في قطاع غزة، نفاد تطعيمات الأطفال في كافة أنحاء القطاع. وفي 28 ديسمبر 2023، قالت (الأونروا) إن إسرائيل تتسبب في تهجير قسري مستمر لأكثر من 150 ألف شخص من غزة جراء أمر إخلاء من وسط قطاع غزة.
وفي 2 يناير 2024، أعلن وزير الدفاع الإسرائيلي، أن الجيش الإسرائيلي "سيبقى في غزة فترة من الزمن إذا اقتضت الحاجة"، وقال إن "الحرب ستنتهي عندما لا تصبح حماس هي الحاكم في غزة". في 21 يناير 2024، صادق المجلس الوزاري الإسرائيلي المصغر على خطة تجميد أموال المقاصة المخصصة لغزة، والتي يفترض تحويلها للسلطة الوطنية الفلسطينية. وأضاف البيان أنه "سيسمح أي إخلال بهذا الاتفاق لوزير المالية بالتجميد الفوري لكافة أموال المقاصة الخاصة بالفلسطينيين".
في 1 فبراير 2024، قام مستوطنون بالتّظاهر في ميناء أسدود لمنع المساعدات الإنسانيّة الّتي ستدخل غزّة. قاد هذه المظاهرات العديد من الحركات مثل: "حركة الأمر 9"، و"حراك أمهات مناضلات" و"عقيدة القتال". وفي 4 فبراير 2024: تظاهر مستوطنون من سكان مستوطنة كريات أربع إلى ميناء أسدود، رافعين الأعلام الإسرائيلية، وقاموا بعرقلة مرور الشاحنات من الميناء إلى الخارج. وقال المتظاهرون الذين وصلوا إلى مكان الحادث: "نحن في ميناء أسدود، وهناك شاحنات قادمة سنوقفها في منتصف الطّريق ولن تذهب إلى أي مكان". وفي 6 فبراير 2024، أعلن مكتب الأمم المتحدة لتنسيق الشؤون الإنسانية، أن أي تحرك من إسرائيل لتوسيع عمليتها البرية في غزة لتشمل مدينة رفح المكتظة في جنوب القطاع قد يفضي إلى "جرائم حرب يجب منعها بأي ثمن". وفي 6 فبراير 2024: كما تظاهر مستوطنون من حركة "الأمر 9"، ومن بينهم جنود احتياط تم تسريحهم من الخدمة، بإغلاق الطريق على شاحنات الإغاثة الّتي ستدخل لغزة عبر معبر كرم أبو سالم. ممّا أدّى إلى تراجع الشاحنات إلى الوراء. وجاء في الرسالة "لن تمر أي مساعدات حتى يعود آخر المختطفين". وفي 7 فبراير 2024: تداول ناشطون صورًا لتعزيز السلطات المصرية لسياجها الحدودي مع قطاع غزة. ممّا يعقد عمليات مساعدة العالقين في مدينة رفح. أمّا مصر تعدُّ أنّ هذا دفاع عن أمنها بعد إعلان الجيش الإسرائيلي نيته توسيع عملياته العسكريّة إلى رفح بعد خان يونس. وسط مطالبة جماهيريّة بفتح المعابر من الجهة المصريّة.
وفي 8 مارس 2024 قال فيليب لازاريني المدير العام للأونروا، إن الوكالة "مهددة بالموت ومعرضة لخطر التفكيك" بعد أن أوقف عدة مانحين تمويلهم بسبب مزاعم إسرائيلية بأن بعض الموظفين شاركوا في هجوم حماس في 7 أكتوبر. وفي 18 مارس 2024 أعلنت الأونروا ومصر أن السلطات الإسرائيلية قامت بخطوة غير مسبوقة ورفضت السماحَ للمدير العام للوكالة فيليب لازاريني بدخول قطاع غزة، لا سيما أنها المرة الأولى التي يُمنع فيها لازاريني من دخول القطاع منذ توليه المنصب في عام 2020. وفي 22 مارس 2024 أكد جوزيب بوريل مسؤول السياسة الخارجية بالاتحاد الأوروبي، على أهمية الدور الذي تلعبة الأونروا وأنه لا يمكن الاستغناء عنه باعتبارها شريان الحياة للفلسطينيين في قطاع غزة والمنطقة بأكملها. وفي 24 مارس 2024 قال فيليب لازاريني المفوض العام لوكالة الأونروا، عبر منصة إكس: إنه اعتبارا من اليوم أصبحت الأونروا، شريان الحياة الرئيسي للاجئين الفلسطينيين، محرومة من تقديم المساعدة المنقذة للحياة إلى شمال قطاع غزة، مضيفاً: "هذا أمر مشين يشير إلى تعمد عرقلة المساعدة المنقذة للحياة وسط مجاعة من صنع الإنسان. يجب رفع هذه القيود". وأدانت وزارة الخارجية الفلسطينية قرار إسرائيل منع الأونروا من إدخال مساعدات لشمال غزة، وقالت إن هذا القرار من شأنه أن يعمق المجاعة وجرائم القتل بالتجويع والتعطيش في القطاع. ودعا تيدروس أدهانوم غيبريسوس مدير منظمة الصحة العالمية، إسرائيل للتراجع فورا عن قرارها بمنع الأونروا من دخول شمال غزة، مؤكدا أن القرار بمثابة قتل للأشخاص الذين يتضورون جوعا وحرمانهم من البقاء على قيد الحياة. وفي 25 مارس 2024 قال عدنان أبو حسنة، الناطق باسم وكالة الأونروا، إن قرار إسرائيل منع إدخال المساعدات إلى شمال غزة خطير وسيزيد ويعمق المجاعة وسيعجل من تدهور الوضع الإنساني بقطاع غزة. وفي 26 مارس 2024، دعا ينس لايركه المتحدث باسم الأمم المتحدة لتنسيق الشؤون الإنسانية، إسرائيل إلى إلغاء قرارها بمنع وصول المساعدات الغذائية لشمال غزة من وكالة "الأونروا"، مؤكدا أن الناس هناك يواجهون "الموت القاسي بسبب المجاعة". وفي 26 مارس 2024: صرح فيليب لازاريني المفوض العام لوكالة غوث وتشغيل اللاجئين الفلسطينيين "الأونروا" إن الوكالة لديها أموال كافية لتشغيل عملياتها حتى نهاية مايو بعد أن أوقف عدد من المانحين تمويلهم بسبب اتهامات إسرائيلية بأن بعض الموظفين شاركوا في هجوم حماس في السابع من أكتوبر.
وفي 1 أبريل 2024 كشفت صحيفة "الغارديان" البريطانية أن هرتسي هاليفي رئيس الأركان العامة الإسرائيلي، قدما اقتراحا للأمم المتحدة بتفكيك وكالة الأونروا في الأراضي الفلسطينية، ونقل موظفيها إلى وكالة بديلة لتوصيل كميات كبيرة من المواد الغذائية إلى قطاع غزة. وفي 7 أبريل 2024 دعا فيليب لازاريني مفوض وكالة الأونروا إسرائيل لفتح المزيد من المعابر البرية ورفع كافة القيود المفروضة على عمل الوكالة، مؤكدا أن هذه الحرب خرقت كل الخطوط الحمراء وشهدت قتل أكبر عدد من الأطفال والعاملين في قطاع الصحة والصحفيين وموظفي الإغاثة الإنسانية. وفي 17 أبريل 2024 عبرت الخارجية الأميركية عن قلقها العميق إزاء تقرير وكالة الأونروا بأن موظفيها في قطاع غزة احتجزتهم القوات الإسرائيلية وتعرضوا لسوء معاملة، مطالبة بضرورة إجراء تحقيق كامل. وفي 18 أبريل 2024 حذر فيليب لازاريني المفوض العام للأونروا، أمام مجلس الأمن الدولي، من الرضوخ لطلب إسرائيل بحل الوكالة الأممية، مؤكدا أن ذلك من شأنه أن يفاقم المجاعة في قطاع غزة. وفي 20 أبريل 2024 قالت هيئة البث الإسرائيلية إن تحقيق الأمم المتحدة بشأن عمل "الأونروا" في قطاع غزة سيكون مخيباً لآمال المسؤولين في إسرائيل. وفي 22 أبريل 2024 خلصت مراجعة أممية بعد تحقيقات استمرت نحو شهرين بشأن حياد عمل وكالة الأونروا في غزة أن إسرائيل لم تقدم أدلة داعمة لمزاعمها بأن عددا كبيرا من موظفي الوكالة تورطوا في الهجوم الذي نفذته حركة حماس في 7 أكتوبر الماضي. ودعا عدنان أبو حسنة المتحدث باسم الأونروا، الدول المانحة للوفاء بالتزاماتها تجاه الوكالة خاصة مع صدور قرار اللجنة الأممية بشأن حياد الوكالة وعدم صلتها بهجوم حماس. وفي 23 أبريل 2024 دعت النرويج، التي ترأس مجموعة البلدان المانحة لفلسطين، جميع الدول التي لا تزال تجمّد مساهماتها إلى استئناف تمويلها لوكالة الأونروا. وفي 26 أبريل 2024 قال ستيفان دوجاريك المتحدث باسم الأمم المتحدة، إن محققي المنظمة الذين ينظرون في اتهامات إسرائيلية لموظفي الأونروا بالمشاركة في هجوم حركة "حماس" في 7 أكتوبر، أغلقوا ملف القضية بسبب عدم تقديم إسرائيل لأدلة. وفي 27 أبريل 2024 دعا أحمد أبو الغيط الأمين العام لجامعة الدول العربية، الدول المانحة التي أوقفت تمويل وكالة الأونروا إلى مراجعة مواقفها لأن استمرار عمل الوكالة "واجب إنساني". وفي 29 أبريل 2024 نفى بيير كراهنبول مدير اللجنة الدولية للصليب الأحمر، أن تحل اللجنة محل وكالة الأونروا في قطاع غزة، مؤكدا أن اللجنة لديها مهمات مختلفة تماماً.
وفي 5 مايو 2024 قال فيليب لازاريني المفوض العام لوكالة الأونروا إن إسرائيل رفضت دخوله إلى قطاع غزة للمرة الثانية خلال أسبوع، مضيفا أنها تواصل منع توزيع المساعدات الإنسانية في أنحاء القطاع. وفي 9 مايو 2024 حذّر سكوت أندرسون نائب مدير الأونروا، من نفاد ما لدى الوكالة من حصص غذائية في قطاع غزة بحلول الجمعة، مشيرا إلى أن مخزونات الوقود لدى الوكالة في غزة تتآكل. وفي 9 مايو 2024 أعلن فيليب لازاريني المفوض العام للأونروا، عبر منصة "إكس"، إغلاق مقر الوكالة في القدس الشرقية بعد إضرام إسرائيليين النار في محيطه مرتين خلال أسبوع. وفي 29 مايو 2024 صادق الكنيست الإسرائيلي على مشروع قانون يقضي بأن تعلن إسرائيل أن وكالة الأونروا منظمة إرهابية. وفي 11 يونيو 2024 أعربت جولييت توما مديرة التواصل والإعلام في وكالة الأونروا عن قلقها على مستقبل المنظمة في ظل الاتهامات المتواصلة من قبل إسرائيل بعدم تحليها بالحياد وتراجع التمويل. وفي 25 يونيو 2024 حذّر فيليب لازاريني المفوّض العام للأونروا، من أنّ تمويل الوكالة سينفد بعد نهاية أغسطس المقبل. وفي 8 يوليو 2024 قال فيليب لازاريني المفوض العام لوكالة الأونروا: إن "إسرائيل تحاول من خلال حملة شعواء تصوير الوكالة على أنها منشأة إرهابية". وفي 13 يوليو 2024 أعلن فيليب لازاريني، المفوض العام لوكالة الأونروا، أن الوكالة لديها أموال لمواصلة العمل لمساعدة الفلسطينيين حتى سبتمبر المقبل، لافتا إلى أن التعهدات الجديدة بتقديم أموال ستساعد في ضمان عمليات الطوارئ حتى سبتمبر. في 22 يوليو 2024 وافق الكنيست الإسرائيلي مبدئيا على مشروع قانون يصنف وكالة الأونروا منظمة إرهابية ويقترح قطع العلاقات معها.

## ردود الفعل
وفقًا لاستطلاعات معهد أغام، عارض ما يقرب من 60% من اليهود الإسرائيليين إرسال المساعدات الإنسانية إلى غزة قال فولكر تورك، المفوض السامي للأمم المتحدة لحقوق الإنسان، إن حصار إسرائيل لقطاع غزة ينتهك القانون الدولي لأنه يعرض حياة المدنيين للخطر من خلال حرمانهم من السلع الأساسية لبقائهم.
قال الأمين العام للأمم المتحدة أنطونيو غوتيريش إنه "منزعج بشدة" من قرار إسرائيل فرض حصار كامل على قطاع غزة.

في 10 أكتوبر 2023، قال الممثل الأعلى للشؤون الخارجية بالاتحاد الأوروبي جوزيب بوريل إن "قطع المياه والكهرباء والغذاء عن عدد كبير من المدنيين مخالف للقانون الدولي". في 11 أكتوبر 2023، قال الرئيس التركي رجب طيب أردوغان إن حصار إسرائيل وقصفها لغزة ردًا على هجوم حماس كان ردًا غير متناسب يرقى إلى مستوى "المذبحة".
ووصف مدير الأونروا فيليب لازاريني قطاع غزة بأنه "مقبرة لسكان محاصرين بين الحرب والحصار والحرمان"، قائلاً: "لن نتمكن من القول إننا لم نكن نعرف. سيسأل التاريخ لماذا لم يمتلك العالم الشجاعة للتصرف بحزم ووقف هذا الجحيم على الأرض." حاولت السلطات المصرية منع نزوح جماعي للاجئين الفلسطينيين من قطاع غزة نحو شبه جزيرة سيناء، ورفضت اقتراح الولايات المتحدة بإنشاء ممرات آمنة إلى مصر للفلسطينيين الفارين من قطاع غزة. أغلقت مصر معبر رفح الحدودي على الحدود بين مصر وغزة بعد بدء الصراع. وحثت مصر إسرائيل على السماح بمرور آمن للمدنيين الفلسطينيين من قطاع غزة بدلاً من إجبارهم على الفرار نحو سيناء. وقال فابريزيو كاربوني، مدير اللجنة الدولية للصليب الأحمر للشرق الأوسط، "بدون الكهرباء، فإن المستشفيات [في غزة] معرضة لخطر التحول إلى مشرحة."
أعلن السياسي البريطاني وزعيم حزب العمال كير ستارمر دعمه لـ"حق" إسرائيل في قطع إمدادات الكهرباء والمياه عن قطاع غزة بالكامل في مقابلة مع قناة إل بي سي،  مما دفع شبكة حزب العمال المسلم إلى وصف تعليقاته بأنها تؤيد "العقاب الجماعي" وطالبته بالاعتذار. وحث عمدة لندن صادق خان إسرائيل على ضبط النفس، بحجة أن حصار قطاع غزة قد يؤدي إلى معاناة المدنيين الفلسطينيي.
في 18 أكتوبر/تشرين الأول، استخدمت الولايات المتحدة حق النقض ضد قرار لمجلس الأمن التابع للأمم المتحدة، برعاية البرازيل ودعم من 12 من أعضاء المجلس الخمسة عشر، والذي يدعو إلى "وقفات إنسانية" لتوصيل المساعدات إلى المدنيين في غزة. وأوضحت السفيرة الأمريكية لدى الأمم المتحدة ليندا توماس جرينفيلد أن الولايات المتحدة تعمل على التوصل إلى حل دبلوماسي للأزمة الإنسانية، وأن القرار فشل في الاعتراف بحق إسرائيل في الدفاع عن النفس. في 21 أكتوبر/تشرين الأول، ألقى الجيش الإسرائيلي منشورات في غزة تحمل الرسالة التالية: "تحذير عاجل! إلى سكان غزة: وجودكم شمال وادي غزة يعرض حياتكم للخطر. أي شخص يختار عدم الإخلاء من شمال قطاع غزة إلى جنوب قطاع غزة قد يتم تحديده كشريك في منظمة إرهابية".
في 22 أكتوبر/تشرين الأول، حذرت سيندي ماكين من أن "هؤلاء الناس سوف يموتون جوعاً ما لم يتمكن [برنامج الغذاء العالمي] من الدخول."
في 18 ديسمبر/كانون الأول، اتهمت هيومن رايتس ووتش إسرائيل "باستخدام تجويع المدنيين كأسلوب حرب في قطاع غزة المحتل." في 7 يناير/كانون الثاني 2024، أفاد نائب مدير الأونروا عن جوع شديد ونظام رعاية صحية على وشك الانهيار. في 9 يناير/كانون الثاني، اعترف وزير الخارجية البريطاني ديفيد كاميرون بأنه "قلق" من أن إسرائيل "اتخذت إجراءات قد تشكل انتهاكا للقانون الدولي"، قائلا إنه يريد من إسرائيل استعادة إمدادات المياه إلى غزة.